# Wasfi at-Tall

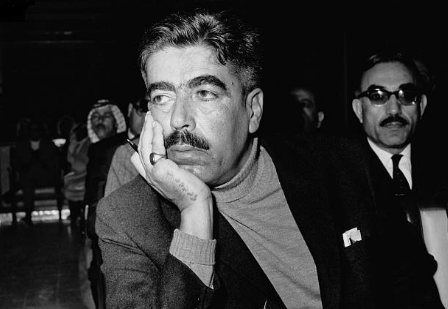
Wasfi at-Tall (1962)

Wasfi Mustafa Wahbi Salih al-Mustafa at-Tall (arabisch وصفي مصطفى وهبي صالح المصطفى التل, DMG Waṣfī Muṣṭafā Wahbī Ṣāliḥ al-Muṣṭafā at-Tall; auch al-Tal; * 1919 in Irbid; † 28. November 1971 in Kairo) war ein Diplomat und dreimaliger Premierminister von Jordanien (28. Januar 1962 bis 27. März 1963, 14. Februar 1965 bis 4. März 1967 und 28. Oktober 1970 bis 28. November 1971). Tal wurde von Terroristen der Palästinenserorganisation Schwarzer September ermordet. Die Historiker Uriel Dann und Avi Shlaim bezeichnen ihn als „outstanding statesman“, doch wurde er in Jordanien auch als eigenmächtiger Politiker kritisiert. Er trat als Reformer des Staatsapparats auf, seine Außenpolitik war gegen Gamal Abdel Nasser positioniert.

## Leben

### Herkunft und frühe Laufbahn
Wasfi at-Tall war ein Sohn des Dichters Arar und wuchs im transjordanischen Irbid auf. Sein Vater wurde als Mann mit paradoxem Charakter beschrieben. Er ermöglichte seinem Sohn eine westlich orientierte Ausbildung und einen Abschluss an der Amerikanischen Universität Beirut. Wasfi at-Tall arbeitete als Journalist und Regierungszensor. Im Zweiten Weltkrieg trat er in die britischen Truppen ein. Zuvor hatte er sich für die antibritische Politik von Raschid Ali al-Gailani im Irak ausgesprochen. Seine politische Laufbahn begann im Kampf gegen den Zionismus und die Staatsgründung Israels in den 1940er-Jahren in der Arabischen Befreiungsarmee. Während des Palästinakriegs diente er als Offizier im Rang eines Hauptmanns im Hauptquartier des irakischen Generals Ismail Safwat in Damaskus, das den Kriegseinsatz der arabischen Armeen koordinieren sollte. Nach dem Mord an Faisal II. von Irak wurde er erster jordanischer Botschafter in Bagdad. Im Irak sah Tall einen reichen und mächtigen Verbündeten gegen den Nasserismus.

### Erste Amtszeit als Premierminister
Er bildete am 28. Januar 1962 eine erste Regierung aus gut ausgebildeten Technokraten jüngeren Alters, von denen keiner zuvor Minister gewesen war und die nicht mit Korruptionsvorwürfen belastet waren. Laut Avi Shlaim (2007) war es „das beste Kabinett, das Jordanien jemals hatte“, habe es doch den Aufstieg der Meritokratie zur Macht versinnbildlicht. Tall gab einen Zehnjahresplan für Jordaniens Entwicklung bekannt, der unter der Formel des Wohlfahrtskapitalismus einen Zuwachs von 70 % des BIP anstrebte. Der Militäretat sollte gekürzt, inländische Einkommensquellen besser bewirtschaftet und der Staat wettbewerbsfähiger gemacht werden. Korruption und Nepotismus wollte er wirkungsvoll bekämpften. Aus diesem Grund wurden 700 Beamte aus dem Dienst entfernt und staatliche Aufträge öffentlich ausgeschrieben. Sein Versuch, auch das Militär ziviler Aufsicht zu unterstellen stieß auf starken Widerstand. Politische Gefangene kamen frei. Die Parlamentswahlen im November 1962 waren laut Avi Shlaim (2007) die freiesten Wahlen in Jordaniens Geschichte.
Bis im März 1963 versuchte er die palästinensische Bevölkerung als loyale Untertanen des Königreichs zu gewinnen. Dem Staat Israel sprach er in seinem Weißbuch vom Juli 1962 jede Legitimität ab, die jüdische Bevölkerung sollte jedoch weiterhin in einem dereinst befreiten arabischen Palästina verbleiben dürfen. Zu diesem Zweck formulierte er das Ziel eines begrenzten Krieges, in dem Jordanien eine zentrale Rolle zukommen sollte. Die Vertretung der Palästinenser sollte von Jordanien getragen werden, wozu das Land seiner Meinung nach aus historischer Verbundenheit und wegen der großen Zahl palästinensischer Flüchtlinge berechtigt war. Diese Strategie scheiterte mit der Etablierung der PLO als paramilitärische Organisation und Vertretung der Palästinenser, sowie an der Haltung der arabischen Staatengemeinschaft, die nicht bereit war, Jordanien in Sachen Palästina eigene Initiativen zu erlauben.
In Talls erste Amtszeit fiel die jordanische Verwicklung in den Bürgerkrieg im Jemen (1962), wo seine Regierung das Königreich Jemen gegen den Südjemen mit einem Luftwaffendetachement unterstützte. Als sich der neu ernannte Luftwaffenkommandant und zwei seiner Piloten nach Kairo und somit ins nassersche Lager absetzten, kam es zum Eklat. Das militärische Unternehmen und die gleichzeitige Anbindung an Saudi-Arabien verärgerten liberale Teile der Gesellschaft. Der Entwicklungsminister Kamal Shaer trat zurück. Tall seinerseits zeigte sich verärgert, als die USA widererwarten die Republik Südjemen anerkannten.

### Zweite Amtszeit als Premierminister
Ab dem 14. Februar 1965 war Tall erneut Premierminister. Er unterstützte 1966 einen Putsch durch eine Gruppe um Salim Hatum in Syrien, da er die baathistische Regierung im Nachbarland für eine Gefahr für das Königreich hielt. Der Putsch schlug ebenso wie der vorherige Versuch fehl. Tall versuchte den zunehmenden Einfluss der von anderen arabischen Staaten geförderten PLO-Guerillas (Fedajin) in Jordanien einzudämmen um einen für Jordanien verlustreichen Konflikt mit Israel zu vermeiden. Laut Avi Shlaim vermutete der von den wirtschaftlichen Zahlen und den politischen Blockaden wegen der Palästinenser frustrierte Tall in der PLO eine US-amerikanisch-israelische Kampagne gegen Jordanien. Er wurde 1967 durch Saad Dschumaa ersetzt, jedoch zum Chef des Hofes berufen.

### Mitglied im Königlichen Konsultativkomitee
Während des Sechstagekriegs im Juni 1967 wurde er Mitglied im Königlichen Konsultativkomitee. Jordanien verlor das Westjordanland an Israel und mit ihm die jordanische Kontrolle über Ostjerusalem. Tall hatte auch wegen seiner Abneigung gegen Nasser König Hussein von einer Beteiligung am Krieg abgeraten. Danach äußerte Tall die Vermutung, dass Israel nicht aus den besetzten Gebieten abziehen würde und befürwortete palästinensische Guerilla-Aktivitäten, die nach offizieller Politik aber nicht vom jordanischen Gebiet ausgehen durften. Wenige Tage nach dem Sechstagekrieg trat Tall als Chef des Hofes zurück und wurde im Verlauf zum Senator ernannt aber aus dem inneren Machtzirkel des Königreichs zunächst entfernt.

### Dritte Amtszeit als Premierminister und Ermordung
Während des Jordanischen Bürgerkriegs wurde er am 28. Oktober 1970 wieder zum Premierminister berufen. In seiner Amtszeit vertrieb der jordanische Staat die gegen ihn rebellierende PLO aus dem Land. Deren gewaltbereite Fraktion Fatah sah im Haschemitischen Königreich Jordanien ein von der CIA gestütztes Regime und gründete die Kommandogruppe Schwarzer September, die nun zu ihrer ersten Aktion schritt: Wasfi at-Tall wurde am 28. November 1971 vor dem Sheraton Hotel in Kairo von Terroristen ermordet. Seine letzten Worte waren laut Avi Shlaim: „Sie bringen mich um. Mörder... sie glauben nur an Gewalt und Zerstörung“. Die vier Täter wurden vom PLO-Generalsekretär Achmed Schukairi (1908–1980) vor dem ägyptischen Gericht vertreten und wurden nicht bestraft. Am 29. November 1971 wurde Wasfi at-Tall mit allen Ehren in Anwesenheit von König Hussein und tausenden Trauernden auf dem Militärfriedhof beim Palast in Amman beerdigt.